# 杨翠芳
杨翠芳（1950年—），四川资阳人，汉族，中华人民共和国政治人物、第十一届全国人民代表大会四川地区代表。
担任四川省资阳市雁江区迎接镇分水村党支部书记，是中共党员。2008年起担任全国人大代表。